# Music FM Radio Guangdong
Music FM Radio Guangdong ((zh)), qui utilise le surnom anglais "Music FM", est une station de radio musicale, diffusée sur 99.3 FM à Guangdong, Chine.